# Радиочастотная катетерная абляция
Это направление хирургического лечения нарушений ритма. Сюда относят ряд методов, при которых очаг аритмии (патологические проводящие пути) разрушают (то есть, проводят его деструкцию) нагреванием с помощью воздействия электрическим током.

## Суть метода
Радиочасто́тная кате́терная абляция (РЧА) была внедрена в начале 1980-х годов и стала методом выбора для лечения аритмий (Синдрома WPW, Мерцательных аритмий). Радиочастотная катетерная абляция заменила многие хирургические операции на открытом сердце при лечении ряда видов аритмий (хотя не вытеснила их полностью) и стала признанной альтернативой лекарственной терапии антиаритмическими препаратами в ряде патологий.

## Суть операции
Операция обычно проводится под местной анестезией. Пациенту пунктируют (прокалывают) бедренную вену либо артерию (зависит от отделов сердца, на которых планируется вмешательство), подключичную вену. Это совершенно безболезненно, так как места пункций обрабатываются анестетиком. Через эти проколы с помощью специальных трубочек (интродьюсеров) под рентгеноскопическим контролем вводят электроды в полость сердца. Операцию может проводить врач-хирург и несколько ассистентов.
Первым этапом выполняют электрофизиологическое исследование (эндо-ЭФИ) сердца для обнаружения аритмогенных зон (дополнительных предсердно-желудочковых соединений, эктопии и т.п.). В процессе ЭФИ сердца электродов катетеров регистрируется внутрисердечная кардиограмма(электрограмма), которая передается на монитор компьютера, проводятся специальные тесты на провоцирование аритмий. При этом пациент может ощущать дискомфорт в грудной клетке, сердцебиения, небольшую болезненность. Бояться перебоев сердца, секундных остановок, ускорения или замедления ритма в этот момент не стоит, так как с помощью электрических импульсов, подаваемых непосредственно в сердце, врач полностью контролирует сердцебиение, провоцируя приступ тахикардии или прекращая его во время поиска аритмогенных участков.
При манипуляции катетером врачу требуется визуализация его положения в сердце по отношению к другим структурам. Ранее хирургам был доступен только рентгеноскопический метод визуализации катетеров.
Проблематичность ориентации катетера с использованием одно- или двухмерного изображения, получаемого при флюороскопии (рентгеноскопии) с применением традиционных технологий картирования представляют трудности для абляции ряда форм предсердных и желудочковых аритмий. Основным ограничением ныне существующих методов картирования является невозможность точного сопоставления данных интракардиальных электрограмм и пространственной анатомической ориентации катетера в режиме реального времени. Определение пространственного расположения зон сердца, из которых ведётся регистрация электрограмм, страдает большой погрешностью и связана с большой дозой рентгеновского облучения, как пациента, так и медперсонала. Длительная лучевая экспозиция является фактором риска развития «радиационных» осложнений в отдаленном послеоперационном периоде (рентгеновское излучение является ионизирующим).
Современные технологии электроанатомического картирования, которые объединяют анатомическую и электрофизиологическую информацию, позволяют хирургам создать трехмерную карту интересующей камеры сердца.
Возможность комбинации трехмерной анатомической реконструкции камер сердца с изучением их электрической активности позволяет оценить роль тех или иных анатомических структур в генезе аритмий - это принципиально важно при эффективном проведении процедур катетерной абляции. Возможность управления катетером без помощи рентгена значительно уменьшает время рентгеновского облучения и общее время процедуры.
В данное время в клинической практике широко используются несколько электрофизиологических нефлюороскопических навигационных систем:
- CARTO 3 (Biosense Webster, Израиль)
- Ensite Precision (St. Jude Medical, США)
- Rhythmia (Boston Scientific, США)[14][15][16]

Как только врач определился с аритмогенной зоной, на неё воздействуют радиочастотной энергией с помощью «лечебного» абляционного катетера. После чего в обязательном порядке (примерно через 20 минут) проводят еще раз ЭФИ для оценки эффективности воздействия. Если электрофизиологические показатели удовлетворяют врача, то операцию заканчивают. Удаляют катетеры. На места пункций накладывают гемостатические (давящие) повязки. Пациенту рекомендуют строгий постельный режим (после окончания операции пролежать на спине, не сгибая ноги в коленях, 12 часов). Это необходимо для предотвращения кровотечений из мест проколов и обеспечения быстрого заживления. Через 12 часов (по решению врача) уже разрешается вставать с кровати.

## Осложнения операции
Осложнения при проведении эндо-ЭФИ и РЧА можно разделить на 4 группы:
- осложнения, обусловленные лучевой нагрузкой (примерно 1 миллизиверт)
- осложнения, связанные с пункцией и катетеризацией сосудов (гематома, тромбоз глубоких вен, перфорация артерий, артериовенозная фистула, пневмоторакс);
- осложнения при катетерных манипуляциях (повреждение клапанов сердца, микроэмболия, перфорация коронарного синуса или стенки миокарда, расслоение коронарной артерии, тромбоз);
- осложнения, обусловленные радиочастотным воздействием (атриовентрикулярная блокада, перфорация миокарда, спазм или окклюзия коронарных артерий, транзиторное нарушение мозгового кровообращения).

Данная операция относится к классу малоинвазивной хирургии.
Частота осложнений при катетерной абляции различных тахиаритмий зависит от типа катетерной процедуры.
В современной практике катетерной абляции различных видов тахиаритмий частота серьезных осложнений варьирует от 0,8 до 6,0% в зависимости от типа процедуры и характеристик самого пациента. Применение современных методик нефлюороскопического картирования направлено на уменьшение времени флюороскопии и улучшение визуализации, что позволяет повысить прецизионность абляции и снизить частоту осложнений.
В исследовании, которое выполнили M. Bohnen и соавторы , проанализированы 1676 процедур катетерной абляции различных аритмий. Во включенной в исследование когорте большие осложнения развились при проведении 64 (3,8%) процедур. Наименьшая частота осложнений выявлена при абляции наджелудочковых тахикардий – НЖТ (0,8%), наибольшая – при абляции фибрилляции предсердий – ФП (5,2%) и желудочковых тахикардий (ЖТ) в сочетании с органической сердечной патологией (6,0%; p< 0,01)
Согласно результатам исследования абляции при фибрилляции предсердий в рамках Европейской научно-исследовательской программы (EURObservational Research Programme), в котором были изучены результаты 1391 пациентов из клиник , выполняющих не менее 50 абляций в год - частота тяжелых осложнений оказалось следующей: 0,6% для инсульта, 1,3% для тампонады, 1,3% для периферических сосудистых осложнений, и около 2% для перикардита . Сообщалось и о смертельных осложнениях, но крайне редко – менее 0,2% .